# 도요와촌 (지바현)
도요와촌(豊和村)은 지바현 소사군에 일찍이 존재했던 촌이다.

## 지리
- 현재의 소사시 북부에 해당한다.

## 역사
- 1889년 4월 1일 - 정촌제 시행에 수반해 가토리군 도요와촌이 성립하였다.
- 1948년 11월 3일 - 소사군에 이관되어 소사군 도요와촌이 되었다.
- 1954년 3월 31일 - 요카이치바정, 헤이와촌·진카이촌·소사촌·도요사카촌·스카촌·교코촌·요시다촌·이다카촌과 합병해, 요카이치바시가 성립해, 도요와촌은 소멸하였다.

## 인구
| 1891년 | 2,341 |
| 1914년 | 3,014 |
| 1920년 | 2,787 |
| 1930년 | 3,021 |
| 1954년 | 3,547 |

## 참고문헌
- 角川日本地名大辞典編纂委員会『角川日本地名大辞典 12 千葉県』、角川書店、1984年 ISBN 4040011201